# Fantail Falls
Die Fantail Falls (englisch für „Fächerschwanz-Fälle“) sind ein Wasserfall im Mount-Aspiring-Nationalpark auf der Südinsel Neuseelands. Er liegt im Lauf des Fantail Creek, der unmittelbar nach dem Wasserfall nördlich des Haast Pass/Tioripatea in den Haast River mündet. Seine Fallhöhe beträgt 23 Meter.
Vom Besucherparkplatz am New Zealand State Highway 6 führt ein ausgewiesener Wanderweg in 10 Minuten zum Wasserfall.